# Hans Bongers

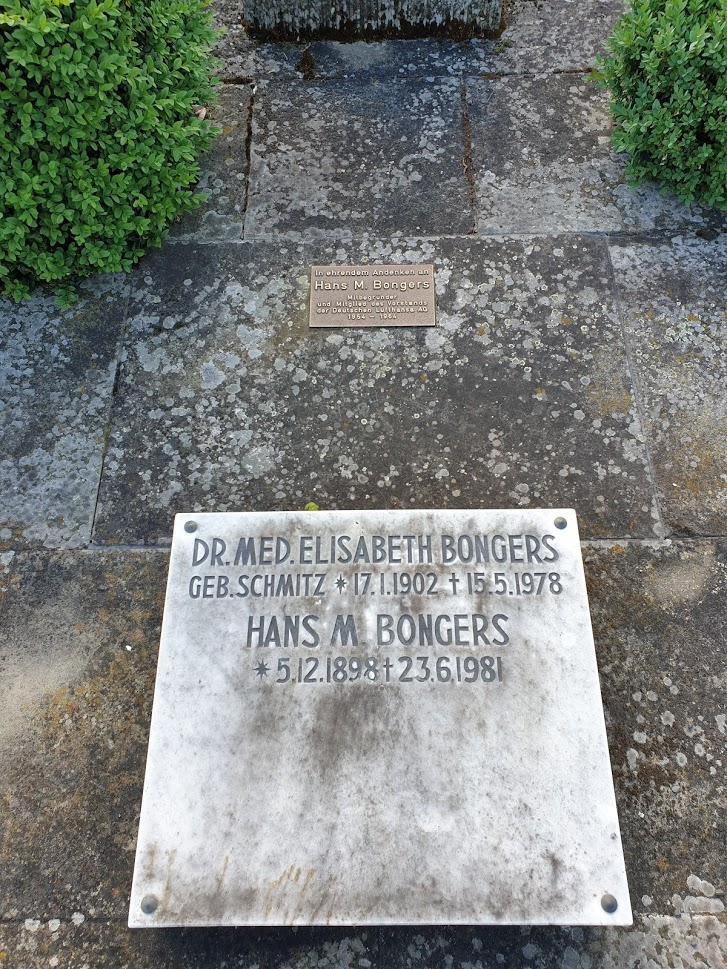
Grabstätte von Hans Bongers und Ehefrau Elisabeth auf dem Friedhof in Bollendorf

Hans M. Bongers (* 5. Dezember 1898 in Itzehoe; † 23. Juni 1981 in Bollendorf) war ein deutscher Kaufmann. Er wurde 1954 zum 1. Vorstand der damals wiedergegründeten Lufthansa AG berufen. Bongers, der bereits während der Weimarer Republik und während der Zeit des Nationalsozialismus in führenden Positionen bei der Lufthansa beschäftigt war, wird aufgrund seines Engagements um den Wiederaufbau der zivilen Luftfahrt nach dem Zweiten Weltkrieg als Vordenker der kommerziellen Luftfahrt in Deutschland betrachtet. Sein Name ist eng mit dem Erfolg der Lufthansa verbunden.

## Leben
Bongers absolvierte von 1919 bis 1921 ein Kaufmannsstudium in München und arbeitete parallel beim Flugzeug- und Motorenwerk Junkers in Dessau. 1923 stieg er zur Unternehmensführung bei Junkers auf. Seit der Fusion mit Aero Lloyd 1926, welche zur Gründung der Lufthansa führte, war er für das neu geschaffene Unternehmen tätig und ab 1929 Mitglied des Direktoriums. Hier war er ab 1932 mit eingebunden in die, unter dem Deckmantel der Lufthansa AG betriebenen Aufrichtung der deutschen Luftwaffe und einer auf Luftrüstung ausgerichteten Schwerindustrie. Als Leiter des Werkstättenbereiches lieferte er nach der Machtergreifung des Nationalsozialismus Anfang 1933 die Lufthansa AG, gemeinsam mit seinem Vorgesetzten Walter Luz, Gablenz, Heck und Martin Wronsky an Hermann Göring, als ein wichtiges Instrument der geplanten Kriegsführung aus. Damit waren unmittelbar die Weichen für eine maßlose Militarisierung der zivilen Luftfahrt in Deutschland gestellt worden. Nach dem Ende des Zweiten Weltkrieges war Bongers zunächst selbständig als Wirtschaftsberater tätig, ehe er 1949 als Berater des Verkehrsministeriums tätig wurde. Der damalige Minister Hans-Christoph Seebohm erteilte Bongers den „Beratungsauftrag für Luftfahrtangelegenheiten“ und in Köln wurde das Büro Bongers gegründet. Bongers setzte sich für den Wiederaufbau der kommerziellen Luftfahrt ein und wurde schließlich 1954 zum 1. Vorstand der damals wiedergegründeten Lufthansa AG berufen. Bongers war bis 1965 Mitglied des Vorstandes und maßgeblich am Erfolg des Unternehmens beteiligt. Nach seinem Ausscheiden als Vorstand hatte Hans Bongers noch lange einen Sitz im Aufsichtsrat des Unternehmens.
Bongers veröffentlichte mehrere Bücher, u. a. Es lag in der Luft (1971), und ist der Bruder der Schauspiellehrerin Else Bongers.

## Veröffentlichungen
- Hans M. Bongers: Es lag in der Luft. Erinnerungen aus fünf Jahrzehnten Luftverkehr. Düsseldorf und Wien 1971.